# Aelia Eudoxia
Aelia Eudoxia (ca. 380-404) var østromersk kejserinde i perioden 400-404 i kraft af sit ægteskab med kejser Arcadius. Hun blev officielt udnævnt til kejserinde (augusta) 9. januar 400. Med afsæt i kejserens svage begavelse og manglende interesse for politik, skabte hun sig en fremtrædende rolle ved hoffet. Hun døde allerede i midten af 20'erne, under en fødsel.

## Opvækst
Eudoxia blev født omkring 380 som datter af den frankisk fødte general (magister militum) Flavius Bauto. Hendes mors identitet kendes ikke, og nævnes ikke i de primære kilder, men nyere historikere er enige om, at hun var af romersk afstamning. Flavius Bauto var consul i 385, og der findes ingen senere efterretninger om ham. Hans militære post blev i 388 overtaget af Arbogast, og sagkundskaben regner derfor med, at han er død i anden halvdel af 380'erne. Historikeren Zosimus fortæller, at hun derefter kom til Konstantinopel, hvor hun blev optaget som et medlem af familien hos Promotus, der var magister militum i øst. I samme forbindelse blev hendes oprindelige navn erstattet med det - for grækere - mere spiselige Eudoxia. Promotus havde i forvejen to sønner, og de havde under deres opvækst tæt kontakt med kejser Theodosius to sønner. Promotus døde i 391, og i følge Zosimus overtog hans enke Marsa ansvaret for familien og de to sønner havde fortsat kontakt med kejserfamiliens sønner, de to senere kejsere Arcadius og Honorius. Man regner derfor med, at Eudoxia allerede på dette tidspunkt kendte Arcadius. Zosimus fortæller, at Eudoxia blev uddannet af Pansophius, der i 402 blev belønnet med embedet som biskop i Nicomedia. Historikeren Wendy Mayer vurderer på den baggrund, at der blev satset på Eudoxia som et middel til at fremme plejefamiliens interesser.

## Kejserinde
Theodosius havde planlagt en egentlig deling af Romerriget, uden en førstekejser, og da han blev syg og døde, 17. januar 395, blev denne plan realiseret. Vestriget tilfaldt Arcadius' yngre bror Honorius, og Arcadius blev selv den første østromerske kejser. Fra dette tidspunkt var Romerriget permanent delt i et Øst- og Vestrige. Arcadius var endnu ikke fyldt 18 år, og blandt hans rådgivere var der intens konkurrence om at blive den egentlige magthaver. Favoritten var præfekten over det østlige præfektur, Rufinus, men han fik kamp til stregen af eunukken Eutropius, der havde den betydningsfulde post som "chef for det hellige soveværelse" (Praepositus Sacri Cuhiculi), med ansvar for kejserens private gemakker. Rufinus forsøgte at få kejseren gift med sin datter, men Eutropius sørgede for at få sin protege Eudoxia introduceret ved hoffet. Eudoxia beskrives af Zosimus som "en bemærkelsesværdig smuk ung kvinde". Hun gjorde et stort indtryk på Arcadius, og de blev gift 27. april 395. Rufinus havde stadig store ambitioner, men Østrigets hær, under ledelse af goteren Gainas, blev kaldt hjem til Konstantinopel, og ved dens indmarch i byen, 27. november 395, blev Rufinus dræbt. Herefter var Eutropius den reelle magthaver, men det ændrede ikke meget på den førte politik - rigets embeder var stadig til salg til den højstbydende.
Eudoxia levede i disse år et udsvævende liv, og der gik vedholdende rygter om, at Arcadius slet ikke var far til tronfølgeren Theodosius. Ophavsmanden til denne historie er også Zosimus, men han var generelt negativ i sin holdning til kejserinden. Der blev kold luft mellem ægtefællerne, og Eudoxia fik efterhånden også et anstrengt forhold til Eutropius. I 399 lykkedes det for Eutropius at blive nomineret til konsul, men Eudoxia fik overbevist kejseren om, at denne hæder til en eunuk af slaveslægt var en fornærmelse, og hærføreren Gainas sørgede igen for at skaffe riget af med en uønsket person. I det magttomrum, der opstod efter Eutropius' død, forsøgte Gainas at manøvrere sig ind som den nye grå eminence, men det faktum, at han var goter og dyrkede den arianske udgave af kristendommen, gjorde det let for hans fjender at oppiske befolkningen mod ham. I juli 400 var stemningen i Konstantinopel blevet så anti-gotisk, at Gainas samlede sine tropper og drog ud af byen. Hele hæren nåede dog ikke ud, for de rasende indbyggere smækkede byens porte i, og de sidste 7.000 goter blev nådesløst massakreret. Gainas' hær forsøgte at komme til Lilleasien, men blev blokeret, og i stedet drog hæren nordpå mod Donau. Her stødte de i december 400 sammen med hunnerne og var chanceløse i kampen. Den hunniske høvding (konge) Uldin sendte Gainas' hoved tilbage til kejser Arcadius som trofæ.
Eudoxia blev officielt udnævnt til kejserinde (augusta) 9. januar 400, og der blev præget mønter med hendes billede. Der hersker en del tvivl om hendes indflydelse i de følgende år, men det berettes, at hun tog mod bestikkelse fra generalen Arbazacius, så han kunne slippe for en retssag vedrørende sin indsats i felttoget mod isaurerne fra det sydlige Lilleasien. I forbindelse med sin udnævnelse til augusta fik Eudoxia ret til at bære den purpurfarvede kejserdragt, og da de officielle billeder af hende i dette kostume nåede frem til kejserhoffet i vest, gav det anledning til en klage fra kejser Honorius. I 403 fik Simplicius, der var bypræfekt i Konstantinopel, opsat en statue af hende i byen, og Arcadius viste hende den ære at omdøbe byen Selymbria til Eudoxiopolis, men navnet holdt ikke ved.

## Kirkepolitik
Eudoxias rolle i kirkelige anliggender er relativt godt belyst i kilderne. Hun blev en vigtig støtte for den del af den kristne kirke, der bekendte sig til den Nikænske trosbekendelse, og Sokrates af Konstantinopel beretter, at hun finansierede natlige anti-arianske optog i byen. Hun ledede også de offentlige festligheder, der fandt sted, når nye relikvier af kristne martyrer ankom til Konstantinopel, og hun deltog i de vågenætter, der blev afholdt over dem. Eudoxia omtales hele vejen igennem som egenrådig i religiøse anliggender. Hun deltog uden kejseren i de religiøse begivenheder, og Wendy Mayer kommenterer, at det er bemærkelsesværdigt, hvor få gange kejser Arcadius deltog i offentlige arrangementer. Man kan tolke Eudoxias indsats på den måde, at hun overtog den rolle, kejserne havde haft, som kirkens beskyttere, siden kejser Konstantin. Denne position bragte hende i konflikt med Johannes Chrysostomos, der var ærkebiskop og patriark i Konstantinopel. Deres første stridspunkt kan meget vel have været hans protester over den måde, Eutropius blev fjernet og henrettet på: Eutropius havde søgt tilflugt i Hagia Sofia, og han blev lovet, at han kunne opholde sig sikkert på Cypern. Men Gainas fik ham fragtet til Chalcedon, hvor løftet - spidsfindigt nok - ikke gjaldt, og der blev han dømt og henrettet.
I hele sin periode som patriark afslog Johannes blankt at afholde de sædvanlige overdådige sammenkomster, hvilket gjorde ham populær blandt den jævne befolkning, men bestemt ikke hos den overklasse og blandt de prælater, der plejede at nyde godt af begivenhederne. Hans reformer af kirken var ligeledes upopulære i de samme kredse. Biskopper og andre medlemmer af den kirkelige ledelse yndede ellers at tage ophold i Konstantinopel i længere tid, på patriarkens regning, men de blev nu sendt tomhændede tilbage til deres embeder i provinsen, med besked om at passe deres arbejde. En af Johannes mest fremtrædende modstandere var Theofilus, som var patriark i Alexandria. Han havde ambitioner om at inddrage Konstantinopel i sit patriarkat, og var modstander af udnævnelsen af Johannes. Theofilus var modstander af Origenes lære, og han beskyldte Johannes for at følge Origenes. Anledningen var, at Theofilus havde irettesat fire ægyptiske munke, fordi de godtog Origenes. De flygtede til Konstantinopel, hvor Johannes tog godt imod dem.
Johannes krydsede klinger med Eudoxia igen, da han i sine prædikener begyndte at harcelere over tidens ekstravagante kvindeklæder. Kejserinden kunne dårligt forestille sig andet, end at kritikken var rettet mod hende personligt. Man kan vælge at opfatte Johannes som enten taktløs eller frygtløs, men resultatet af hans prædikener var, at der blev dannet en alliance mellem Eudoxia og Theofilus. De fik arrangeret en synode lidt uden for Konstantinopel i 403. Den omtales også som "ege-synoden", opkaldt efter den villa, hvor mødet fandt sted. Johannes blev anklaget for at være påvirket af Origenes, og han blev afsat og forvist fra byen. Hans tilhængere tog på vej over begivenhederne og da der fulgte et jordskælv kort efter, valgte den overtroiske kejserinde at kalde ham tilbage.
Freden varede ikke længe. Der var blevet opsat en statue af kejserinden tæt ved byens katedral, og Johannes nægtede at deltage i festlighederne omkring dens indvielse. Han prædikede på ny uden de store omsvøb mod kejserinden: "Igen raser Herodias, igen er hun urolig, hun danser igen, og igen ønsker hun Johannes hoved på et fad.", med henvisning til Johannes Døberens død. Herodias blev gift med Herodes Antipas, og både Markus- og Mattæus-evangeliet beretter, hvordan hun lod sin datter Salome danse for Herodes, og fik ham til at love Johannes Døberens hoved som belønning. Den 24. juni 404 blev Johannes Chrysostomos igen afsat og forvist - denne gang uden at vende tilbage - men natten efter hans afrejse brændte både Hagia Sofia og det nærliggende senat. Eudoxia nåede ikke at nyde denne triumf længe, for 6. oktober døde hun i barselsseng.

## Børn
Eudoxia og Arcadius havde fem børn, der er omtalt i kilderne:
- Flacilla (født 17. juni 397). Hun nævnes ikke ved Arcadius død i 408, og var formentlig selv død inden da.
- Pulcheria (19. januar 399 – 453). Gift med kejser Marcian.
- Arcadia (3. april 400 – 444).
- Theodosius II (10. april 401 – 28 juli 450).
- Marina (12. februar 403 – 449).

## Eftermæle
Norwich karakteriserer hende således: "Eudoxia er den første i den lange række af byzantinske kejserinder - smukke, livskloge og ambitiøse - med navne, der er blevet synonymer for luksus og sensualitet."
Eudoxia er en af personerne i Judy Chicagos installation The Dinner Party, som et af de 999 navne på listen over kvinder i the Heritage Floor.